# Eyserbeek

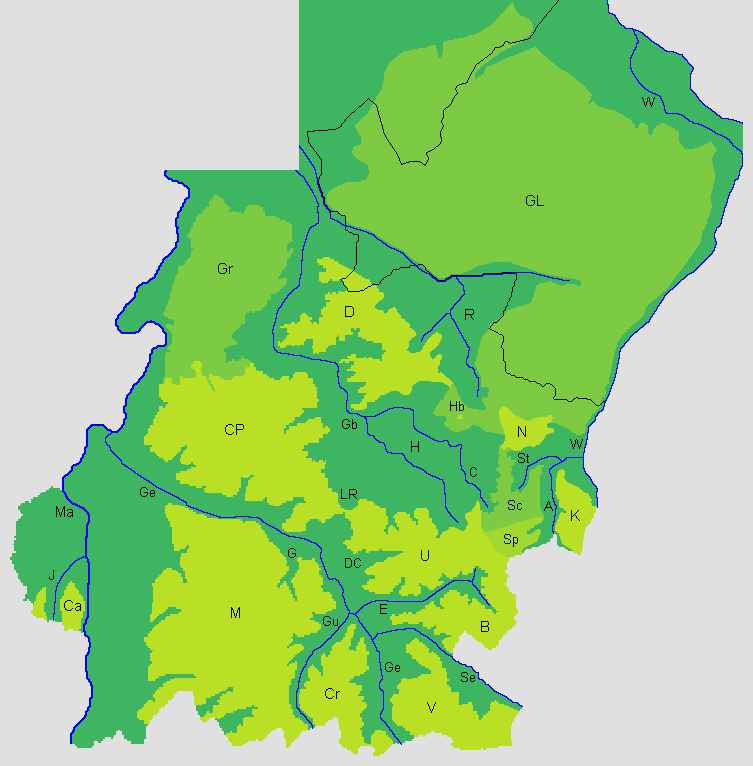
Reliëfkaart van Zuid-Limburg, de Eyserbeek is weergegeven met de letter E.

De Eyserbeek (Limburgs: Ezerbaak) is een beek in het zuiden van de Nederlandse provincie Limburg en stroomt door het Eyserbeekdal. Deze beek ontspringt als de Bocholtzerbeek in Bocholtz (, loopt dan via Simpelveld (Waalbroek, Rodeput, Bulkemsbroek) naar Eys en verder naar Cartils. Naar deze beek is het dorp Eys genoemd waar de rivier doorheen stroomt. De Eyserbeek is een zijrivier van de Geul en komt uit op deze rivier bij mottekasteel Gracht Burggraaf en de gelijknamige buurtschap. Gracht Burggraaf is een buurtschap met motteburcht nabij Gulpen en bij deze strategisch gesitueerde versterking komen enkele rivieren, waaronder de Eyserbeek, uit in de Geul.
In Simpelveld heeft de Eyserbeek twee watermolens gehad. Ter hoogte van de Oude Molenstraat was de Oude molen of Molen van Houben gelegen, waarvan begin 2009 het rad en de wateraanvoer nog aanwezig is. Verder stroomafwaarts ligt er nog een molentak die langs een boerderij stroomt waar vroeger de Bulkemsmolen gelegen was.
In Eys kijkt de motte Eys uit over het dal van de Eyserbeek.
De beek stroomt niet ver van de monding nog langs de buurtschap Cartils en Kasteel Cartils, waar ter plaatse voor de tramverbinding Gulpen-Wijlre-Vaals als onderdeel van de tramlijn Maastricht-Vaals een talud werd aangebracht om de Geul en de Eyserbeek te overbruggen. Dit talud is nog steeds in het landschap zichtbaar.
Aan de zuidoostzijde van het dal van de Eyserbeek liggen de hellingen van het Plateau van Bocholtz. Aan de noordzijde liggen de hellingen van het Plateau van Ubachsberg, waaronder de Eyserberg en het Hellingbos. Ten tijde van hevige neerslag wordt het water via grubben van de plateaus naar de beek afgevoerd.
Zijbeken van de Eyserbeek zijn de Steenputterbeek bij Bocholtz en de Sourethbeek bij Simpelveld.

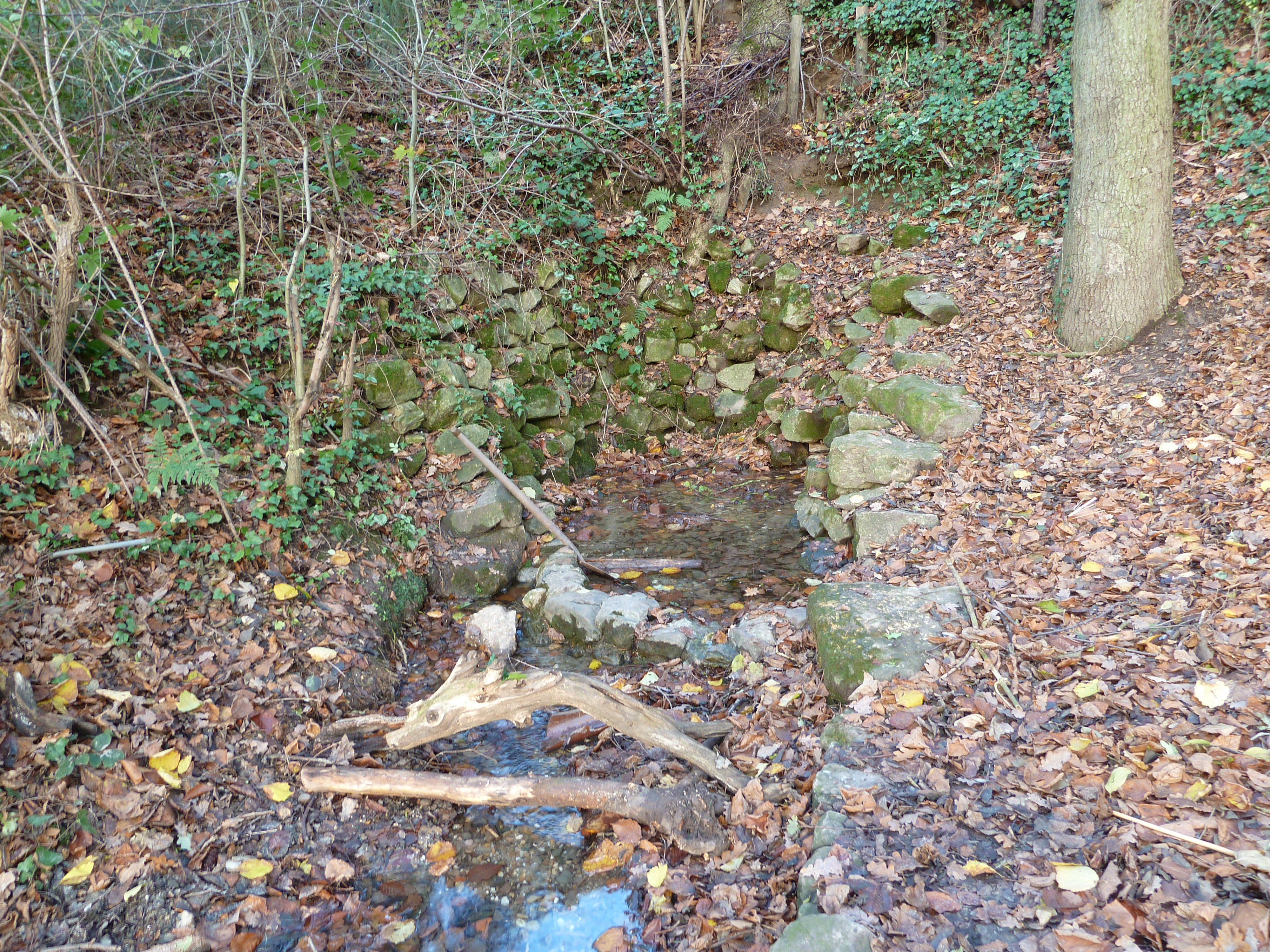
Een bronnetje van de Eyserbeek in Broek
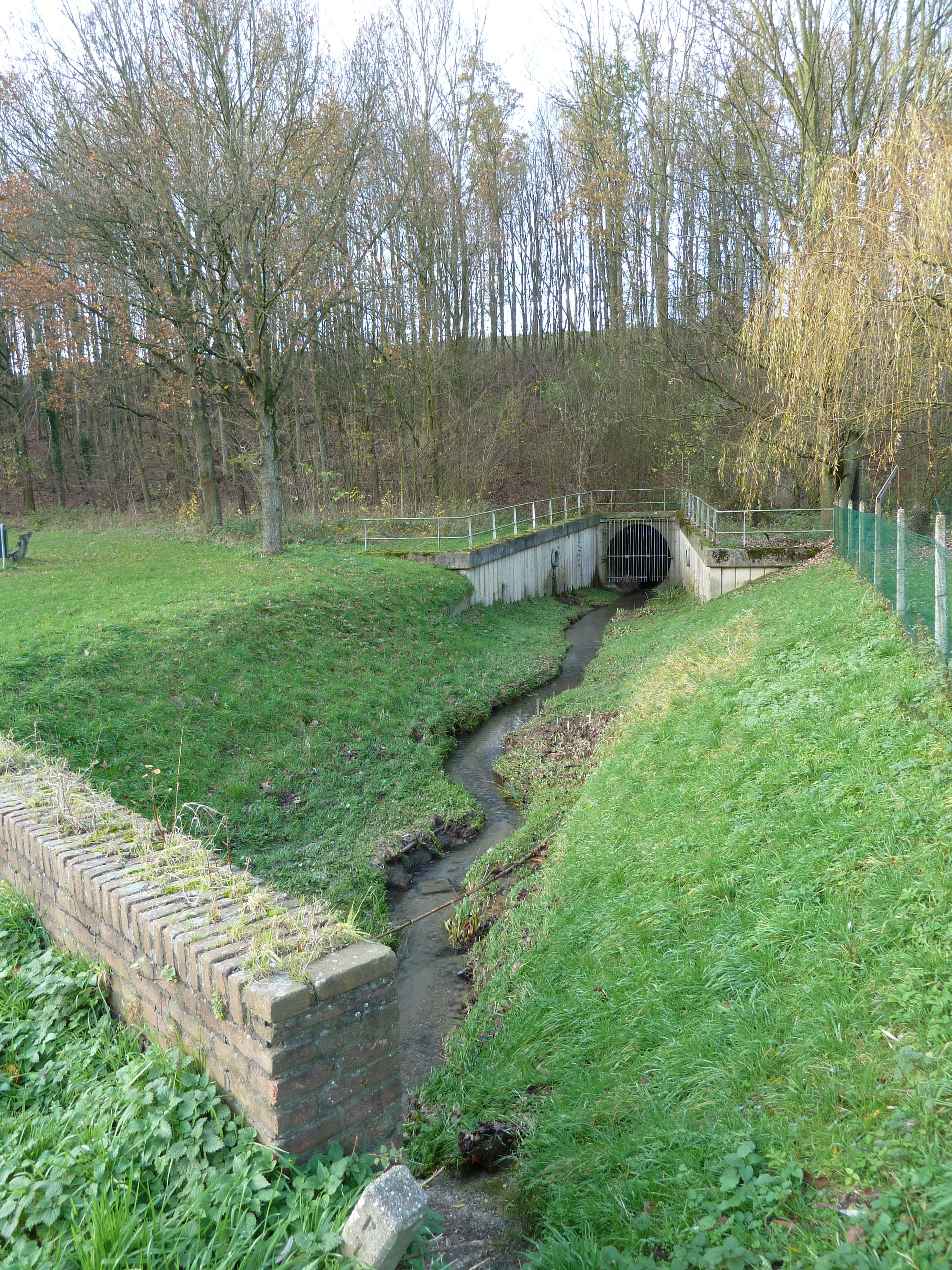
Eyserbeek gaat onder de N281 door, van Broek naar Waalbroek
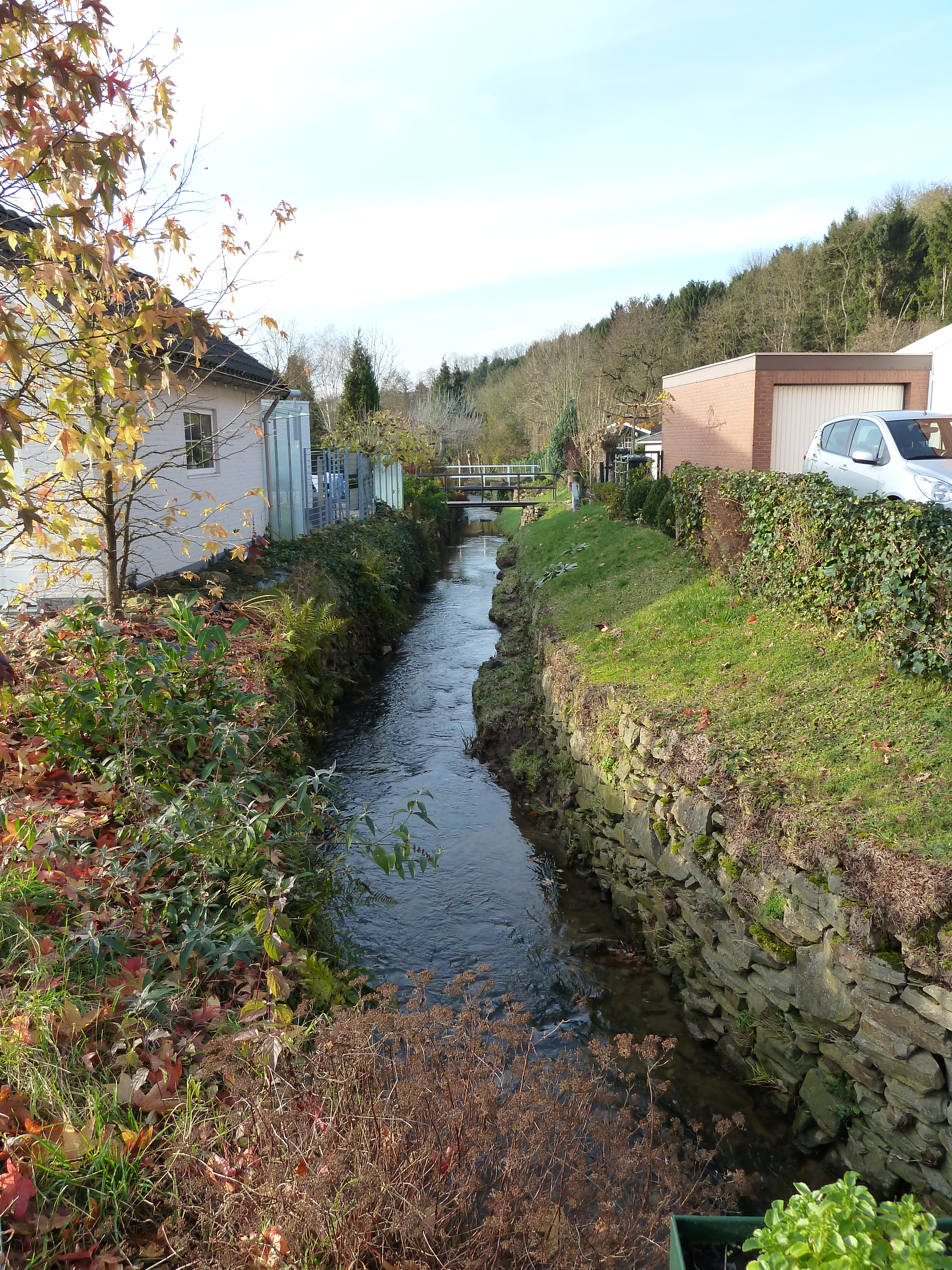
Eyserbeek in Eys